# Raymond Bérenger
Raymond Bérenger (c. 1283 – Ciprus , 1374. február) a Jeruzsálemi Szent János Ispotályos Lovagrend aragóniai születésű nagymestere volt. A johanniták 1365-ben választották meg vezetőjüknek, amikor Roger de Pins nagymester meghalt. Utódja Robert de Juilly lett.
Raymond Bérenger, Kosz parancsnokaként, a rodoszi gályákat vezette az 1359-es megarai csatában, amelyben a keresztény flottának sikerült 35 török hajót felgyújtania. Nagymestersége idején zajlott az I. Péter ciprusi király által szervezett keresztes hadjárat, amelyben a johannita lovagok négy gályával vettek részt.
1373-ban genovai felkelés tört ki Cipruson, és a johanniták nem tudtak fellépni ellene. Bérenger 1373-ban és 1374-ben is odautazott, hogy elősegítse a megegyezést. Bérenger második útján, 1374 februárjában Cipruson halt meg.